# Albury City Council
Albury City Council is een Local Government Area (LGA) in de Australische deelstaat New South Wales. De hoofdplaats is Albury.

## Plaatsen
- Albury
- East Albury
- Forrest Hill
- Glenroy
- Hamilton Valley
- Lavington
- North Albury
- South Albury
- Splitters Creek
- Springdale Heights
- Table Top/Ettamogah
- Thurgoona
- West Albury